# Capheris abrupta
Capheris abrupta là một loài nhện trong họ Zodariidae.
Loài này thuộc chi Capheris. Capheris abrupta được Rudy Jocqué miêu tả năm 2009.